# تاكافومي يامادا
تاكافومي يامادا (باليابانية: 山田貴文؛ بالكانا: やまだ たかふみ) هو لاعب كرة قدم ياباني في مركز الوسط، ولد في 19 أبريل 1992 في إهيمه في اليابان. لعب مع Minebea Mitsumi FC ‏.

## وصلات خارجية
- تاكافومي يامادا على موقع رابطة كرة القدم اليابانية للمحترفين (اليابانية)
- تاكافومي يامادا على موقع قاعدة بيانات كرة القدم.إي يو (الإنجليزية)
- تاكافومي يامادا على موقع Soccerway.com (الإنجليزية)